# Ceramea singularis
Ceramea singularis är en fjärilsart som beskrevs av Diakonoff 1952. Ceramea singularis ingår i släktet Ceramea och familjen vecklare. Inga underarter finns listade i Catalogue of Life.